# Испанское вторжение в Джорджию
Испанское вторжение в Джорджию (англ. Invasion of Georgia by Spanish forces) — одна из кампаний войны за ухо Дженкинса в 1742 году, в ходе которой испанская армия выступила из Флориды и попыталась отвоевать спорную территорию, которую контролировала британская колония Джорджия. Джеймс Оглторп, губернатор колонии, смог собрать отряд ополченцев и солдат, и разбить испанцев в сражении при Галли-Холл-Крик, а затем в сражении при Блади-Марш, что заставило испанцев отступить. Впоследствии Испания признала Джорджию собственностью Британии, что было зафиксировано в Мадридском договоре в октябре 1750 года.